# Trichocera lutea
Trichocera lutea är en tvåvingeart som beskrevs av Eduard Becher 1886. Trichocera lutea ingår i släktet Trichocera och familjen vintermyggor. Inga underarter finns listade i Catalogue of Life.